# Kempen
Kempen (en allemand : /ˈkɛm.pn̩/ ) est une ville d'Allemagne située dans l'ouest du Land de Rhénanie-du-Nord-Westphalie, à la frontière des Pays-Bas dans l'arrondissement de Viersen.

## Histoire
| Appartenances historiques Électorat de Cologne 953-1797 République cisrhénane (Roer) 1797-1802 République française (Roer) 1802-1804 Empire français (Roer) 1804-1813 Royaume de Prusse (Province de Juliers-Clèves-Berg) 1815-1822 Royaume de Prusse (Province de Rhénanie) 1822-1918 République de Weimar 1918-1933 Reich allemand 1933-1945 Allemagne occupée 1945-1949 Allemagne 1949-présent |

Les Français la prirent en 1642, après une victoire de Guébriant, puis de nouveau en 1648. Ils battirent les Alliés près de là en 1760 lors de la guerre de Sept Ans.
Bataille de Kempen où de Kampen en 1642 (en)

## Personnalités
- Thomas a Kempis (vers 1380-1471), moine néerlandais du Moyen Âge, né à Kempen.
- Adolf Fervers (1862-1931), homme politique né à Kempen.
- Wilhelm Hünermann (1900-1975), prêtre catholique, écrivain et biographe allemand, né à Kempen.

## Liens externes

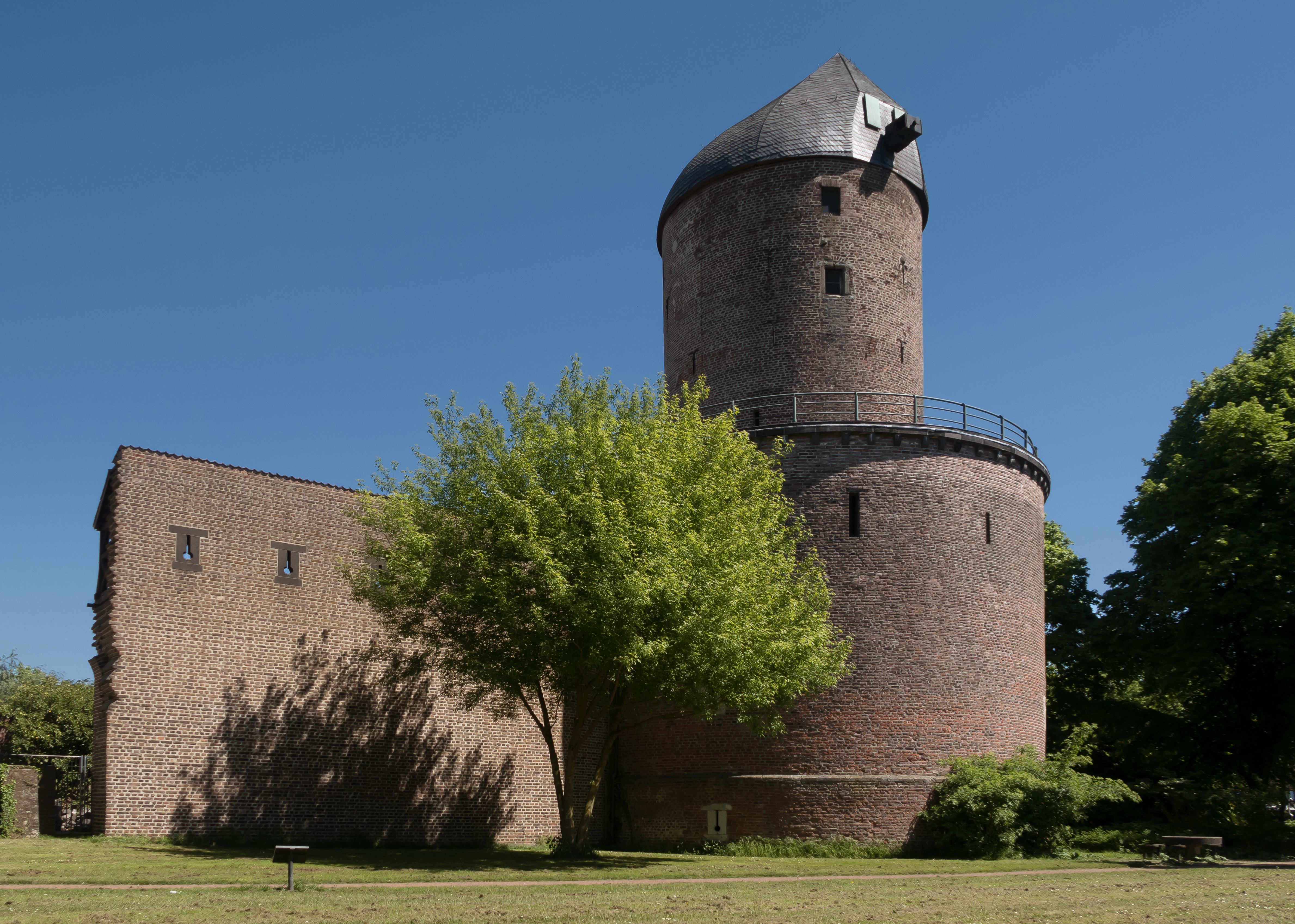
Kempen, l'ancien moulin (die Kempener Turmmühle) sur l'ancien mur d'enceinte